# Silent Siren
Silent Siren é uma girl band japonesa. Foi formada em 2010 por modelos amadoras de revista de moda.

## Integrantes

### Formação atual
- (Suu) Sumire Yoshida (吉田 菫) — vocal, guitarra
- (Hinanchu) Hinako Umemura (梅村 妃奈子) — bateria
- (Ainyan) Aina Yamauchi (山内 あいな) — baixo
- (Yukarun) Yukako Kurosaka (黒坂 優香子) — teclado

### Ex-integrantes
- Kubo Naoki (クボ ナオキ) — guitarra (2010-2012)
- (Yana) Ayana Sōgawa (寒川 綾奈) — sintetizador (2010-2012)

### Membros de suporte
- Kubo Naoki (クボ ナオキ) — (2012-)
- Michie (みっちー) - (2012-)

## Discografia

### Singles
| No. | Título                          | Data de lançamento      | Oricon Pos. |
| --- | ------------------------------- | ----------------------- | ----------- |
| 1   | "Sweet Pop!"                    | 14 de novembro de 2012  | 23          |
| 2   | "Stella" (stella☆)              | 20 de fevereiro de 2013 | 19          |
| 3   | "Bīsan" (ビーサン)              | 14 de agosto de 2013    | 10          |
| 4   | "I×U"                           | 30 de outubro de 2013   | 9           |
| 5   | "Lucky Girl" (ラッキーガール)   | 18 de junho de 2014     | 6           |
| 6   | "BANG!BANG!BANG!"               | 13 de agosto de 2014    | 10          |
| 7   | "Koi Yuki" (恋い雪)             | 3 de dezembro de 2014   | 10          |
| 8   | "KAKUMEI"                       | 14 de janeiro de 2015   | 8           |
| 9   | "Hapimari" (ハピマリ)           | 10 de junho de 2015     | 8           |
| 10  | "Hachigatsu no Yoru" (八月の夜) | 5 de agosto de 2015     | 8           |
| 11  | "alarm"                         | 4 de novembro de 2015   | 5           |

Singles digitais
- "Want Chu" (want CHU♡) (12 de outubro de 2012)
- "Wakamono Kotoba" (12 de dezembro de 2015)

### Álbums

#### Mini-álbuns
| No. | Título                  | Data de lançamento     | Oricon WPos. |
| --- | ----------------------- | ---------------------- | ------------ |
| 1   | "Saisai" (サイサイ)     | 8 de fevereiro de 2012 | 179          |
| 2   | "Love Shiru" (ラブシル) | 4 de julho de 2012     | 193          |

#### Álbuns de estúdio
| No. | Título                         | Data de lançamento      | Oricon Pos. |
| --- | ------------------------------ | ----------------------- | ----------- |
| 1   | "Start" (Start→)               | 10 de abril de 2013     | 16          |
| 2   | "31 Wonderland" (31Wonderland) | 12 de fevereiro de 2014 | 4           |
| 3   | "Silent Siren" (Silent Siren)  | 24 de fevereiro de 2015 | -           |
| 4   | "S" (S)                        | 2 d emarço de 2016      | -           |

#### Vídeos lançados
| No. | Título | Data de lançamento  | Oricon Pos. |
| --- | --- | ------------------- | ----------- |
| 1   | "Silent Siren Music Clips I" | 12 de março de 2014 | 27          |
| 2   | "Silent Siren Live Tour 2013 Fuyu ~Saisai Issaisai Konosai Asobi ni Kichainasai~ @Zepp DiverCity Tokyo" (Silent Siren Live Tour 2013冬～サイサイ1歳祭 この際遊びに来ちゃいなサイ！～@Zepp DiverCity TOKYO) | 12 de março de 2014 | 19          |
| 3   | "Silent Siren Live Tour 2014→2015 Fuyu ~Budoukan e GO! Siren GO!~ @Nihon Budoukan (Silent Siren Live Tour 2014→2015冬～武道館へGO！サイレンGO！@日本武道館)                                                | 23 de junho de 2015 |             |

#### Colaborações / Outros
- 10 de julho de 2013: "Lovely Kiss 2 mixed" by DJ SHIMA☆YURI with Go Go Friends (#10 Sweet Pop! / Silent Siren)
- 25 de junho de 2014: "Lovely Kiss 3 mixed" by DJ SHIMA☆YURI with Go Go Friends (#3 Besan / Silent Siren)